# Erik de Rijcke
Erick de Rijcke (23 maart 1979) is een Nederlands honkballer.
De Rijcke speelde jarenlang als rechtshandige werper in de hoofdklasse voor de vereniging DOOR Neptunus uit Rotterdam. In 2001 verbeterde hij het clubrecord als closer met elf saves dat tot dan op naam van de Amerikaan John Hrusovsky had gestaan. In die periode won De Rijcke met zijn verenigingen alle mogelijke Nederlandse en Europese prijzen. In 2001 kwam De Rijcke bij de selectie van het Nederlands honkbalteam en speelde dat jaar voor het eerst mee tijdens het World Port Tournament. Ook maakte hij dat jaar deel uit van het team dat in Taiwan het Wereldkampioenschap speelde. In 2002 maakte hij voor het laatst deel uit van de selectie. In 2005 stond De Rijcke voor het laatst opgesteld in de hoofdklasse en kwam toen uit voor Sparta/Feyenoord uit Rotterdam.